# إيدا موزر
إيدا موزر (بالألمانية: Edda Moser) (و. 1938  م) هي مغنية، ومغنية أوبرا، وموسيقية، وأستاذ جامعي ألمانية، ولدت في برلين.

## جوائز
حصلت على جوائز منها:
- صليب وسام الاستحقاق من جمهورية ألمانيا الاتحادية.

## وصلات خارجية
- إيدا موزر على موقع IMDb (الإنجليزية)
- إيدا موزر على موقع مونزينجر (الألمانية)
- إيدا موزر على موقع ميوزك برينز (الإنجليزية)
- إيدا موزر على موقع أول ميوزيك (الإنجليزية)
- إيدا موزر على موقع ديسكوغز (الإنجليزية)
- إيدا موزر على موقع قاعدة بيانات الفيلم (الإنجليزية)

- إيدا موزر في قاعدة بيانات الأفلام على الإنترنت